# NGC 426
NGC 426 est une vaste galaxie elliptique située dans la constellation de la Baleine. NGC 426 a été découverte par l'astronome germano-britannique William Herschel en 1786.

## Caractéristiques
Sa vitesse par rapport au fond diffus cosmologique est de 4 941 ± 22 km/s, ce qui correspond à une distance de Hubble de 72,9 ± 5,1 Mpc (∼238 millions d'al).
À ce jour, trois mesures non basées sur le décalage vers le rouge (redshift) donnent une distance de 130,817 ± 81,298 Mpc (∼427 millions d'al), ce qui est à l'intérieur des valeurs de la distance de Hubble.
NGC 426 est une galaxie active de type Seyfert 2. C'est une galaxie active à raies d’émissions optiques étroites.
Selon la base de données Simbad, NGC 426 est une galaxie LINER, c'est-à-dire une galaxie dont le noyau présente un spectre d'émission caractérisé par de larges raies d'atomes faiblement ionisés.

## Groupe de NGC 429
NGC 426 au groupe de NGC 429 qui compte au moins 4 autres galaxies. Les autres galaxies du groupe sont NGC 429, NGC 430, NGC 442 et IC 1639.